# Carlos Peucelle

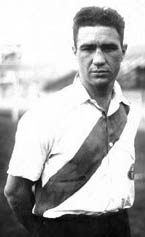

Carlos Desiderio Peucelle (Buenos Aires, 1908. szeptember 13. – Buenos Aires, 1990. április 1.) világbajnoki ezüstérmes argentin válogatott labdarúgó, edző.
Az argentin válogatott tagjaként részt vett az 1929-es, az 1937-es Dél-amerikai bajnokságon és az 1930-as világbajnokságon.

## Sikerei, díjai

### Játékosként
River Plate
- Argentin bajnok (4): 1932, 1936, 1937, 1941

Argentína
- Világbajnoki döntős (1): 1930
- Dél-amerikai bajnok (2): 1929, 1937

## Külső hivatkozások
- Argentin keretek a Copa Américan rsssf.com
- Carlos Peucelle a FIFA.com honlapján Archiválva 2015. február 7-i dátummal a Wayback Machine-ben